# تنغ تلخ بغين (سلطان أباد)
تنغ تلخ بغين (بالفارسية: تنگ تلخ پگین) هي منطقة سكنية تقع في إيران في محافظة خوزستان. يقدر عدد سكانها بـ 22 نسمة بحسب إحصاء 2016.